# ボリビア海軍艦艇一覧
ボリビア海軍艦艇一覧は、ボリビア共和国海軍が過去保有した、または現在保有する、または将来保有する予定の、未完成・計画中止を含めた歴代艦艇一覧である。
凡例

## 現有勢力（2024年現在）
- 国防予算：4億8,100万ドル[1]
- 海軍人員：6,300名（含海兵隊）[1]
- 艦船隻数：4隻（排水量20t以上）[1]

哨戒艇×1
病院船×2
補給支援艦×1
- 航空機数：1機[1]

陸上固定翼機×1

## 艦艇一覧（近代海軍）

### 両用戦艦艇

#### 輸送艦艇
輸送艦
- リベラタドール・ボリバル（TM-01 Liberatador Bolivar） - 1隻

### 哨戒艦艇

#### 哨戒・警備艦艇
哨戒艇
- アルミランテ・グラウ級 - 2隻 ※ 河川哨戒艇

アルミランテ・グラウ（M-01 Almirante Grau）
マリスカル・サンタクルス（M-03 Mariscal Santa Cruz）
- ニコラス・スアレス（M-02 Nicolas Suarez） - 1隻 ※ 河川哨戒艇

- プレシデンテ・ブッシュ（M-04 Presidente Busch） - 1隻 ※ 河川哨戒艇

- コマンダンテ・アランディア（M-05 Comandante Arandia） - 1隻 ※ 河川哨戒艇

- トパテール（M-06 Topater） - 1隻 ※ 河川哨戒艇

- ブルーノ・ラクーア（M-07 Bruno Racua） - 1隻 ※ 河川哨戒艇

- コロネル・エドゥアルド・アバロア（M-08 Coronel Eduardo Abaroa） - 1隻 ※ 河川哨戒艇

- プレシデンテ・ケネディ（Presidente Kennedy） - 1隻 ※ 河川哨戒艇

- 旧・米『PBR Mk-II』型 - 3隻 ※ 河川哨戒艇

タメンゴ（LP-502 Tamengo）
サンタクルス（LP-510 Suarez Arana）
マリスカル・サンタクルス（LP-512 Mariscal Santa Cruz）
- 米『Whaler GRP』型 - 15隻 ※ 河川哨戒艇

コマンド（LP-401 Comando）
タクティカ（LP-402 Tactica）
インチ（LP-404 Inti）
マルク（LP-405 Mallcu）
アウクシリアル（LP-408 Auxiliar）
マリスカル・デ・サーピタ（LP-409 Mariscal de Zapita）
コビハ（LP-601 Cobija）
ラピーラン（LP-602 Rapirran）
プエルトリコ（LP-603 Puerto Rico）
サンタロザ（LP-604 Santa Rosa）
ポルデニール（LP-605 Porvenir）
アクレ（LP-606 Acre）
- サンタクルス・デ・ラ・シエラ（PR-51 Santa Cruz de la Sierra） - 1隻 ※ 河川哨戒艇、米製

- 『13-meter』型 - 4隻 ※ 河川哨戒艇

プレシデンテ・パス・サモレ（PR-11 Presidente paz Zamora）
カピタン・パロメケ（PR-21 Capitan Palomeque）
ヘネラル・バンツエル（PR-31 General Banzer）
アントファガスタ（PR-32 Antofagasta）
- カピタン・ブレタル(Capitan Brete)級 - 6隻 ※ 河川哨戒艇

カピタン・ブレタル（LP-410 Capitan Bretel）
テニエンテ・ソリス（LP-411 Tenente Soliz）
T・F・バカレサ（LP-412 T. F. Bacarreza）
コパカバーナ（LP-413 Copacabana）
グアキ（LP-414 Guaqui）
チャグアジャ（LP-415 Chaguaya）
- 『Pirana Mk-II』型 - 42隻

LP-01、02、03、04、05、06、07、08、09、10、11、12、13、14、15、16、17、18、19、20、21、22、23、24、25、26、27、28、29、30、31、32、33、34、35、36、37、38、39、40、41、42
- 米『Whaler GRP』型 - 11隻

### 補助艦艇

#### 練習艦艇
練習艇
- 各型 - 1隻

#### その他
病院船
- フリアン・アパサ(Julian Apaza)級 - 2隻 ※ Hospital Launch

フリアン・アパサ（AH-01 Julian Apaza）
ブルーノ・ラクア（Bruno Racua）
曳船
- 各型 - 7隻

ヘネラル・パンド（TNR-01 General Pando）
ニコラス・スアレス（TNR-02 Nicolas Suarez）
マリスカル・クルス（TNR-03 Mariscal Cruz）
マックス・マレデス（TNR-04 Max Paredes）
カピタン・オルモス（TNR-05 Capitan Olmos）
V・A・H・ウガルテチ（TNR-06 V. A. H. Ugarteche）
マヌリピ（TNR-07 Manuripi）
ランチ・艀
- アルミランテ・ギレルモ・ブラウン（Almirante Guillermo Brown） - 1隻

- 30t Hydrographic Survey Launch - 2隻

ピオネラ（LH-01 Pionera）
センタウロ（LH-03 Centauro）
- 30t River Launch - 1隻

ヘネラル・ベルグラーノ（LT-01 General Belgrano）
- Personnel Launch - 2隻 ※ 中国製

その他
- River Craft - 14隻

ジャアクマ（A-3-02 Yacuma）
イテニエス（A-3-03 Itenez）
マデラ（A-3-04 Madera）
イバレ（A-3-05 Ibare）
チャパレ（A-3-06 Chapare）
イチロ（A-3-07 Ichilo）
ムチュラ（A-3-08 Muchula）
トリビオ（A-3-09 Toribio）
リトラル（A-3-10 Litoral）
インデペンデンシア（Independencia）
マイタカパク（Maytakapac）
ラディシラオ・カブレラ（Ladislao Cabrea）
マピリ（Mapiri）、
タウマヌ（V-01 Tahumanu）
- Logistic Support - 11隻

アルミランテ・グラウ（M-101 Almirante Grau）
コマンダンテ・アランディア（M-103 Comandante Arandia）
リベルタドール（M-223 Libertador）
トリニダード（M-224 Trinidad）
リトラル（M-18 Litoral）
J・チャベス・スアレス（M-225 J. Chavez Suarez）
イング・パラシオス（M-315 Ing Palacios）
イテニエス（M-322 Itenez）
ビルンド・ラクア（M-329 Brund Racua）
Tf R・リオスⅤ（M-331 Tf R. Rios-V）
イング・グムシオ（M-341 Ing Gumucio）
- Fuel Lighter - 6隻

BTP-01、02、03、04、05、06
- Oceangoing General Cargo Vessel - 2隻

ボリビア-1、ボリビア-2
- Vehicle and Personnel Ferry - 1隻

グアジャラメリン（TB-01 Guayaramerin）